# Mai-HiME
«Mai-HiME» (яп. 舞-HiME, Май-Химэ) — телевизионный аниме-сериал, выпущенный студией Sunrise в 2004 году. Режиссёр — Масакадзу Охара, автор сценария — Хироюки Ёсино. Сериал показывался на телеканале TV Tokyo с 30 сентября 2004 по 31 марта 2005 года. По жанру относится к комедийно-драматическим произведениям.
Mai-HiME явился достаточно нетипичным сериалом для студии Sunrise, которая в основном специализируется на мехе и т. п. жанрах. Среди японских зрителей это даже комментировалось таким образом, что «Sunrise впервые выпустил моэ-аниме» (впрочем, слово «моэ» упоминается и в самом сериале, см. preview в конце первой серии). Этому способствовал стиль графики и участие большого числа популярных сэйю. В любом случае, данный проект имел успех, поэтому в 2005 году с участием тех же персонажей был выпущен сериал Mai-Otome, а в 2007 году (с совершенно другими персонажами, но в значительной мере с теми же сэйю) — сериал Idolmaster: Xenoglossia.
Что касается названия аниме, то оно не имеет однознозначного перевода. Слово HiME является аббревиатурой от Highly-advanced Materializing Equipment, но при этом звучит, как японское слово «принцесса» (яп. 姫, химэ). В свою очередь, иероглиф 舞 (май) может обозначать танец, имя главной героини (яп. 舞衣, Май), а также созвучен английскому притяжательному местоимению «My» (май). Кроме того, оба слова вместе (яп. 舞姫, майхимэ) могут означать просто «танцовщица». Таким образом, название может пониматься по-разному: «Танцующая принцесса», «Моя принцесса», «Май — HiME», «Май — принцесса» и т. п. В англоязычных странах название аниме часто записывают, как My-HiME, но такая запись не соответствует даже принятой в этих странах системе Хэпбёрна и является скорее неоправданным упрощением. Ещё менее оправданным можно считать переводы названия на русский язык, например, «Танцующая принцесса».
Помимо собственно ТВ-сериала отдельных OVA-серий не выходило. Однако в DVD-издании были включены 26 бонусных мини-серий, каждая длительностью 1—2 минуты. По мотивам сюжета Mai-HiME были выпущены так же манга (2004 год) и компьютерная игра (2005 год).
В Америке первый лицензионный диск с аниме был выпущен в марте 2006 года. В России по лицензии не выпускался.

## Терминология
Академия Фука
Академия Фука (яп. 風華学園, фу:ка гакуэн) — учебное заведение, внутри и вокруг которого происходят основные события аниме. Местоположение не указывается, однако, по-видимому, она находится достаточно далеко, если туда нужно добираться на корабле.
Слово «гакуэн», которое обычно переводят, как «академия», это не академия в русском понимании этого слова, а, скорее, что-то вроде «учебного городка». В данном случае — учебное заведение, где собраны школы сразу нескольких ступеней: младшей, средней и старшей (обычно в Японии эти школы разделены). Там также имеется общежитие для учеников.
HiME
HiME расшифровывается, как Highly-advanced Materializing Equipment (высокотехнологичное материализующее устройство). Согласно определению на официальном сайте, это способность вытягивать из мира, «расположенного где-то не здесь», энергию, и с её помощью материализовывать мысль; так называются также люди, обладающие данными способностями (ими могут быть только девушки). Всего их 12. Согласно тому же официальному сайту, на уровень этих способностей пропорционально влияет сила чувств HiME к наиболее дорогому для неё человеку. При этом, однако, не указывается, на чём именно основываются данные способности (в отличие, например, от Mai-Otome, где сверхспособности отомэ приписываются действию наномашин). Поэтому следует, видимо, предположить, что речь идёт о магии. В любом случае, эти способности позволяют HiME материализовать элемент (так называется оружие, которым они пользуются, у каждой HiME оно своё), призывать Дитя, а также предоставляют некоторые дополнительные способности, например, защитные способности, способность летать и т. п.
Все HiME могут видеть в небе особую звезду, и у каждой из них есть одинакового вида родинка.
Дитя
Дитя (яп. チャイルド, тяйрудо, от английского child) особые существа, которых могут призывать HiME. Они охраняют HiME и помогают им в бою. Они могут иметь самый разный вид, от мифологических животных (например, дракон Кагуцути у Май) до чисто (внешне) механических существ (например, Дюран у Нацуки). Их использование также может быть различным. Некоторые HiME используют Дитя практически в каждом бою (например, та же Нацуки), иные же делают это редко (например, Акира редко призывает своё Дитя, ещё реже делает это Микото). Каждое Дитя мистическим образом связано с самым дорогим для HiME человеком. Если Дитя убить, этот человек также погибает. Сама же HiME остаётся в живых, но утрачивает свои способности.
Сирота
Сироты (яп. オーファン, о:фан) — монстры, с которыми сражаются HiME. По своей природе они мало чем отличаются от Детей, но, в отличие от последних, не нашли своего хозяина; отсюда и такое название (от англ. orphan, сирота). Призывать Сирот могут Наги и Алиса Сеаррс.

## Сюжет
Токиха Май направляется на корабле вместе со своим младшим братом Такуми в новое место учёбы — академию Фука, куда она была направлена по стипендии председателя совета академии, Кадзаханы Масиры. Ещё там, на корабле, она замечает в небе странную звезду, которую никто, кроме неё, не видит. А вскоре они обнаруживают за бортом в море тонущую девочку (Минаги Микото). У девочки был огромных размеров меч, который она не хотела выпускать из рук. Но что ещё более странно — у неё была родинка такой же формы, что и у Май.
Девочку подняли на борт, оказали ей необходимую помощь. Вскоре, однако, обнаружилось, что за ней охотится другая девушка в мотоциклетном шлеме (Куга Нацуки). Защищая Микото (а заодно и саму себя) Май вдруг обнаружила, что обладает способностями, о которых раньше даже не подозревала. Заметила это и Нацуки, которая прекратила попытки убить Микото, однако предупредила их обеих, что им следует держаться подальше от академии.
Тем не менее, события развернулись так, что на другой день они оказались на территории академии. Вскоре все трое снова встретились, но сражаться им пришлось против огромного монстра из числа так называемых «Сирот». В этом бою Май также получает своё Дитя — дракона Кагуцути.
Масира признаётся, что намеренно собрала всех HiME в академии, чтобы они боролись с Сиротами. Май поначалу решает держаться от этого в стороне, однако Сироты атакуют знакомых ей людей, и держаться в стороне не получается. Впрочем, как выясняется, борьба с Сиротами — это только начало. Вскоре HiME предстоит сразиться с некоей зловещей организацией Searrs, а позже — и друг с другом…